# Tommy Chong
Thomas B. Kin "Tommy" Chong (Edmonton, 24 de maig de 1938) és un actor estatunidenc naturalitzat, còmic, director, guionista i músic, conegut per ser membre, juntament amb Cheech Marin, del duo còmic de fumadors de plantes Cheech & Chong i per interpretar el paper de Leo Chingkwake al sit-com That '70 Show.

## Biografia
Chong va néixer a Edmonton, a la província canadenca de Alberta, el 24 maig del 1938, fill de Stanley Chong, un camioner xinès, emigrat al Canadà els anys vint, i de Lorna Jean Gilchrist, una cambrera canadenca d'origen nord-irlandès i francès.
Resident als Estats Units, on cap a final dels anys vuitanta va aconseguir la nacionalitat, Chong va estar casat, del 1960 al 1970, amb Maxine Sneed, d'orígens afro-canadencs i cherokee, amb la qual va tenir dues filles: Rae Dawn Chong (nascuda el 1961), actriu, i Robbi Chong (nascuda el 1965), model i actriu. El 1975 es va tornar a casar amb l'actriu estatunidenca Shelby Fiddis, amb la qual ha tingut tres fills; la parella després ha adoptat, en el 1978, un nen d'orígens afroamericans i xineses, Marcus, també actor.

## Filmografia parcial

### Actor
- Up en Smoke, dirigida per Lou Adler i Tommy Chong (1978)
- Cheech and Chong#'s Next Movie, dirigida per Tommy Chong (1980)
- Nice Dreams, dirigida per Tommy Chong (1981)
- Things Are Tough All Over, dirigida per Thomas K. Avildsen (1982)
- Still Smoking, dirigida per Tommy Chong (1983)
- Yellowbeard, dirigida per Mel Damski (1983)
- Cheech & Chong#'s The Corsican Brothers, dirigida per Tommy Chong (1984)
- Get Out of My Room, dirigida per Cheech Marin (1985)
- Quina nit! (After Hours), dirigida per Martin Scorsese (1985)
- The Spirit of #'76, dirigida per Lucas Reiner (1990)
- Fer Out Man, dirigida per Tommy Chong (1990)
- FernGully: The Last Rainforest, dirigida per Bill Kroyer (1992) - veu
- Senior Trip, dirigida per Kelly Makin (1995)
- McHale#'s Navy, dirigida per Bryan Spicer (1997)
- Zootropolis, dirigida per Rich Moore i Byron Howard (2016) - veu

### Director
- Up in Smoke (1978)
- Cheech and Chong#'s Next Movie, 1980
- Nice Dreams (1981)
- Still Esmòquings (1983)
- Cheech & Chong#'s The Corsican Brothers (1984)
- Fer Out Man (1990)

### Televisió
- Miami Vice - sèrie TV, 1 episodi (1986)
- Nash Bridges - sèries TV, 1 episodi (1997)
- Dharma & Greg - sèrie TV, 1 episodi (1999)
- That '70s Show - sèrie TV, 66 episodis (1999-2006)
- Aiutami Hope! - sèrie TV, 1 episodi (2014)